# Павлов, Валерий Михайлович
Вале́рий Миха́йлович Па́влов  (род. 1 апреля 1952, Кимры, Тверской области) — российский государственный деятель. Глава города Твери с 4 декабря 2012 года по 29 марта 2014 года. Заслуженный учитель РФ. 

## Биография
Валерий Михайлович Павлов родился 1 апреля 1952 года в г. Кимры Тверской области.
В 1975 году окончил физический факультет Калининского государственного университета, аспирантуру.
В 2005 году окончил Тверской институт экологии и права.

## Карьера
В 1987—1997 годах — директор Тверского вагоностроительного техникума (позже машиностроительный колледж). Заслуженный учитель РФ.
Избирался депутатом Заволжского райсовета, Тверского горсовета.
С 1996 по 2000 годы — депутат и председатель Тверской городской Думы.
С 2001 по 2006 годы работал начальником управления по региональным и муниципальным отношениям в аппарате губернатора Тверской области.
С 2006 по 2009 годы — глава администрации г. Конаково.
С мая 2009 года — управляющий делами аппарата администрации города Твери.
C 2010 — полномочный представитель губернатора в городской Думе.

## Награды и звания
- Заслуженный учитель РФ
- Почётный знак Губернатора Тверской области «Крест святого Михаила Тверского»[3]